# بلير هيلتون
بلير هيلتون (بالإنجليزية: Blair Hilton) هو لاعب هوكي الحقل نيوزيلندي، ولد في 28 أغسطس 1989.

## وصلات خارجية
- بلير هيلتون على موقع أوليمبيديا (الإنجليزية)
- بلير هيلتون على موقع اللجنة الأولمبية النيوزيلندية (الإنجليزية)
- بلير هيلتون على موقع اتحاد ألعاب الكومنولث (مؤرشف) (الإنجليزية)